# Аруз
Ару́з или Ару́д — квантитативная система стихосложения, основанная на чередовании долгих и кратких слогов, возникшая в арабской поэзии, и получившая распространение в персидской и тюркской поэзии.
Теорию аруза разработал в VIII веке арабский филолог Халил ибн Ахмед аль-Фарахиди аль-Басри. Все поэтические памятники классических арабской и персидской литератур написаны в этой системе. Первым произведением в тюркоязычной поэзии, написанным арузом, считается поэма Юсуфа Хасс Хаджиба Баласагуни «Кутадгу билиг» («Знание, дарующее счастье»), созданная в XI веке.

## Стопы
По своему количеству слоги в арузе распределяются на две группы — краткие (открытый слог с кратким гласным, U) и долгие (открытый слог с долгим гласным или закрытый слог с кратким гласным, —). Комбинация долгих и кратких слогов образует стопу (араб. ركن‎ rukn) — ритмообразующий элемент стиха. Насчитывают до 8 основных стоп, обозначаемых с помощью араб. تفاعيل‎ tafāʕīl (ед.ч. араб. تفعيلة‎ tafʕīlat), слов, составленных из корня f-ʕ-l и дополнительных букв.
```
U — —      فعولن    [faʿūlun]
— U —      فاعلن    [fāʿilun]
U — — —    مفاعيلن  [mafāʿīlun]
— U — —    فاعلاتن   [fāʿilātun]
— — U —    مستفعلن  [mustafʿilun]
— — — U    مفعولات   [mafʿūlātu]
U — U U —  مفاعلتن  [mufāʿalatun]
U U — U —  متفاعلن  [mutafāʿilun]
```

## Метр
Из вышеперечисленных стоп составляются 16 бахров (метров, араб. بحر‎ baħr). В каждом из них отличается основа (араб. أصل‎ 'asˤl), содержащая от одной до трёх стоп и определённое количество раз (от одного до четырёх) повторяющаяся в стихе (стих, состоящий из слов тафаиль, применяемый для обозначения размера, называется «вес», араб. وزن‎ wazn). К каждому размеру есть «ключ» (араб. مفتاح‎ miftāħ), представляющий собой бейт (двустишие, араб. بيت‎ bayt), в котором садр (первая половина, араб. صدر‎ sˤadr) — выражение, содержащее название бахра, а аджуз (вторая половина, араб. عجز‎ ʕajuz) содержит вазн. В понятие бахра также входит мелодия (араб. نغمة‎ naɣmat), используемая при декламации стихов на распев (в частности, при пении нашидов).
| №  | Размер                                                             | Основа (тафаиль)        | Основа (схема)                | Вес | Ключ                                                 |
| -- | ------------------------------------------------------------------ | ----------------------- | ----------------------------- | --- | ---------------------------------------------------- |
| 1  | الطويل Ат-Та́виль                                                   | فعولن مفاعيلن           | U — — / U — — —               | 2   | طويلٌ له دون البحور فضائلٌ فعولن مفاعيلن فعولن مفاعلن  |
| 2  | المديد Аль-Мади́д                                                   | فاعلاتن فاعلن           | — U — — / — U —               | 2   | لمديد الشعر عندي صفاتُ فاعلاتن فاعلن فاعلاتن          |
| 3  | البسيط Аль-Баси́т                                                   | مستفعلن فاعلن           | — — U — / — U —               | 2   | إن البسيط لديه يبسط الأملُ مستفعلن فاعلن مستفعلن فعلن |
| 4  | الوافر Аль-Ва́фир                                                   | مفاعلتن مفاعلتن فعولن   | U — U U — / U — U U — / U — — | 1   | بحور الشعر وافرها جميل مفاعلتن مفاعلتن فعولن         |
| 5  | الكامل Аль-Ка́миль                                                  | متفاعلن                 | U U — U —                     | 3   | كمل الجمال من البحور الكامل متفاعلن متفاعلن متفاعلن  |
| 6  | الهزج Аль-Ха́задж                                                   | مفاعيلن                 | U — — —                       | 3   | على الأهزاج تسهيل مفاعيلن مفاعيلن                    |
| 7  | الرجز Ар-Ра́джаз                                                    | مستفعلن                 | — — U —                       | 3   | في أبحر الأرجاز بحرٌ يسهل مستفعلن مستفعلن مستفعلن     |
| 8  | الرمل Ар-Ра́маль                                                    | فاعلاتن                 | — U — —                       | 3   | رمل الأبحر ترويه الثقات فاعلاتن فاعلاتن فاعلاتن      |
| 9  | السريع Ас-Сари́'                                                    | مستفعلن مستفعلن مفعولات | — — U — / — — U — / — — — U   | 1   | بحرٌ سريع ماله ساحل مستفعلن مستفعلن فاعلن             |
| 10 | المنسرح Аль-Мунса́рих                                               | مستفعلن مفعولات مستفعلن | — — U — / — — — U / — — U —   | 1   | منسرح فيه يضرب المثل مستفعلن مفعولات مفتعلن          |
| 11 | الخفيف Аль-Хафи́ф                                                   | فاعلاتن مستفعلن فاعلاتن | — U — — / — — U — / — U — —   | 1   | يا خفيفاً خفّت به الحركات فاعلاتن مستفعلن فاعلاتن      |
| 12 | المضارع Аль-Муда́ри'                                                | مفاعيلن فاعلاتن         | U — — — / — U — —             | 1   | تعدّ المضارعات مفاعيلُ فاعلاتن                         |
| 13 | المقتضب Аль-Мукта́даб                                               | مفعولات مستفعلن         | — — — U / — — U —             | 1   | اقتضب كما سألوا مفعلات مفتعلن                        |
| 14 | المجتث Аль-Муджта́сс                                                | مستفعلن فاعلاتن         | — — U — / — U — —             | 1   | أن جثت الحركات مستفعلن فاعلاتن                       |
| 15 | المتقارب Аль-Мутака́риб                                             | فعولن                   | U — —                         | 4   | عن المتقارب قال الخليل فعولن فعولن فعولن فعول        |
| 16 | المحدث Аль-Мухда́сс тж. الخبب Аль-Ха́баб, тж. المتدارك Аль-Мутада́рик | فاعلن                   | — U —                         | 4   | حركات المحدث تنتقل فعلن فعلن فعلن فعل                |

Однако стопы могут подвергаться метрическим изменениям (так называемые зихафы), которые сводятся преимущественно к тому, что некоторые слоги могут иметь произвольную длину (X). С учётом данного обстоятельства общая схема, например, метра тавиль может быть приблизительно записана следующим образом:
```
U — X | U — X X | U — X | U — X X
```

В размерах вафир и камиль имеют место также зихафы другого рода, состоящие в замене двух последовательных кратких слогов одним долгим (U U):
```
U — 
U U
 — | U — 
U U
 — | U — —            вафир

U U
 — U — | 
U U
 — U — | 
U U
 — U —        камиль
```

Допускаются и некоторые другие метрические изменения, связанные с выпадением определенных слогов и др.
Данная система в основном соответствует классическому арабскому варианту аруза. Наряду с ним сложились также персидский, тюркский и др. варианты аруза (несмотря на то, что, например, в тюркских языках гласные не различаются по долготе). Эти варианты аруза существенно отличаются от арабского и требуют дополнительного рассмотрения.